# Villamezán
Villamezán es una localidad del municipio burgalés de Medina de Pomar, en la Comunidad Autónoma de Castilla y León (España). 

## Localidades limítrofes
Confina con las siguientes localidades:
- Al este con Villatomil.
- Al sur con Torres y Pomar.
- Al oeste con Céspedes.
- Al norte con Santurde.

## Demografía
Evolución de la población
| Gráfica de evolución demográfica de Villamezán entre 2000 y 2023   |
|                                                                    |
| Población de derecho (2000-2023) según el padrón municipal del INE |

## Historia
Así se describe a Villamezán en el tomo XVI del Diccionario geográfico-estadístico-histórico de España y sus posesiones de Ultramar, obra impulsada por Pascual Madoz a mediados del siglo XIX:

Lugar en la provincia, audiencia territorial, capitanía general y diócesis de Burgos (16 leguas), partido judicial de Villarcayo (1 ½), corresponde a la Merindad de Castilla la Vieja, a pesar de hallarse situado en un llano, entre las 14 aldeas de Medina, y Junta de la Cerca; goza de buena ventilación y clima frío pero saludable, y propenso a pulmonías y constipados. Tiene 6 casas, y una iglesia parroquial (San Martín), aneja de la de Santurde. El término confina N Villatomil; E Medina; S Miñón, y O Santurde. El terreno es de mediana calidad; le cruza el río Trueba, y varios caminos locales. Producciones: cereales, legumbres y patatas; cría ganado lanar, caza de codornices, y pesca de truchas y barbos. Población: 4 vecinos, 15 almas. Capital productivo: 10.000 reales. Imponible: 299.
Diccionario geográfico-estadístico-histórico de España y sus posesiones de Ultramar